# Odhise Grillo
Odhise Grillo, född 1932 i byn Vuno i Himara i Albanien, död den 24 september 2003 i Tirana, var en albansk barnboksförfattare. Han är författare till över 80 böcker för barn.